# Lippersdorf-Erdmannsdorf
Lippersdorf-Erdmannsdorf település Németországban, azon belül Türingiában. Lakosainak száma 458 fő (2023. december 31.).

## Népesség
A település népességének változása:
| Lakosok száma | 468  | 443  | 441  | 448  | 446  | 458  |
|               | 2014 | 2017 | 2019 | 2021 | 2022 | 2023 |